# Supercow
Supercow, відома також як Supercow: Funny Farm Arcade Platformer HD і Супер-Корова — відеогра-платформер 2007 року, розроблена російською компанією Nevosoft і випущена російським видавцем Alawar Entertainment для Microsoft Windows, Macintosh, Xbox 360, Android, iOS, iPhone, iPad 13 серпня 2007 року.

## Сюжет
Відомий лиходій професор Дур'ярті здійснив втечу з в'язниці, де відбував довічний термін за черговий похмурий злочин. Він утік, загіпнотизувавши охоронців і перепилявши ланцюг, на якому сидів. Похмурий розум негідника мислить інакше, ніж розум звичайного зека-втікача. Тож насамперед він підступністю захопив мирну ферму, розташовану в Сонячній Долині - райському містечку, де вирощували багато смачних овочів і фруктів. Невинні жителі долини були взяті в заручники. Професор, бувши ненормальним, виявився великим фахівцем з генетики. Він клонував двох мешканців ферми, свиню і козла, і зробив армію клонів, бездушних головорізів, повністю йому відданих. Подальші задуми професора поки туманні, але зловісні експерименти в печерній лабораторії тривають.
Тим часом про бешкет, які творять Дуріарті, дізнається Супер-Корова. Поки поліція, МНС, ФСБ та інші структури тільки починають оцінювати масштаби ситуації, Супер-Корова вже вилетіла в Сонячну Долину виручати друзів.

## Ігровий процес
Supercow — відеогра в жанрі платформера, головна мета гри полягає в порятунку всіх викрадених тварин, перетворених на монстрів. Гра складається з 47 рівнів, які розділені на 10 етапів. Гравець, просуваючись рівнями, має збирати різні скарби та топтати ворогів. Деякі вороги мають різні поліпшення, у вигляді шипів на голові й для знищення яких необхідно збирати різні бонуси для головної героїні. На рівнях є також інші бонуси, такі як суперстрибок і сфера невразливості.

## Огляди
Джоел Броді з Gamezebo зазначив, що в грі не вистачає будь-якого навчання і регулювання складності.
Андреа Дігель із Softpedia також зазначив, що грі бракує регулювання складності, є свої технічні проблеми та відсутня різноманітність «атакувальних» рухів.